# 25565 Lusiyang
25565 Lusiyang este un asteroid din centura principală de asteroizi.

## Descriere
25565 Lusiyang este un asteroid din centura principală de asteroizi. A fost descoperit pe 10 decembrie 1999 la Socorro, New Mexico, în cadrul proiectului LINEAR. Asteroidul prezintă o orbită caracterizată de o semiaxă mare de 2,74 ua, o excentricitate de 0,03 și o înclinație de 8,2° în raport cu ecliptica.